# Universidad de Montreal

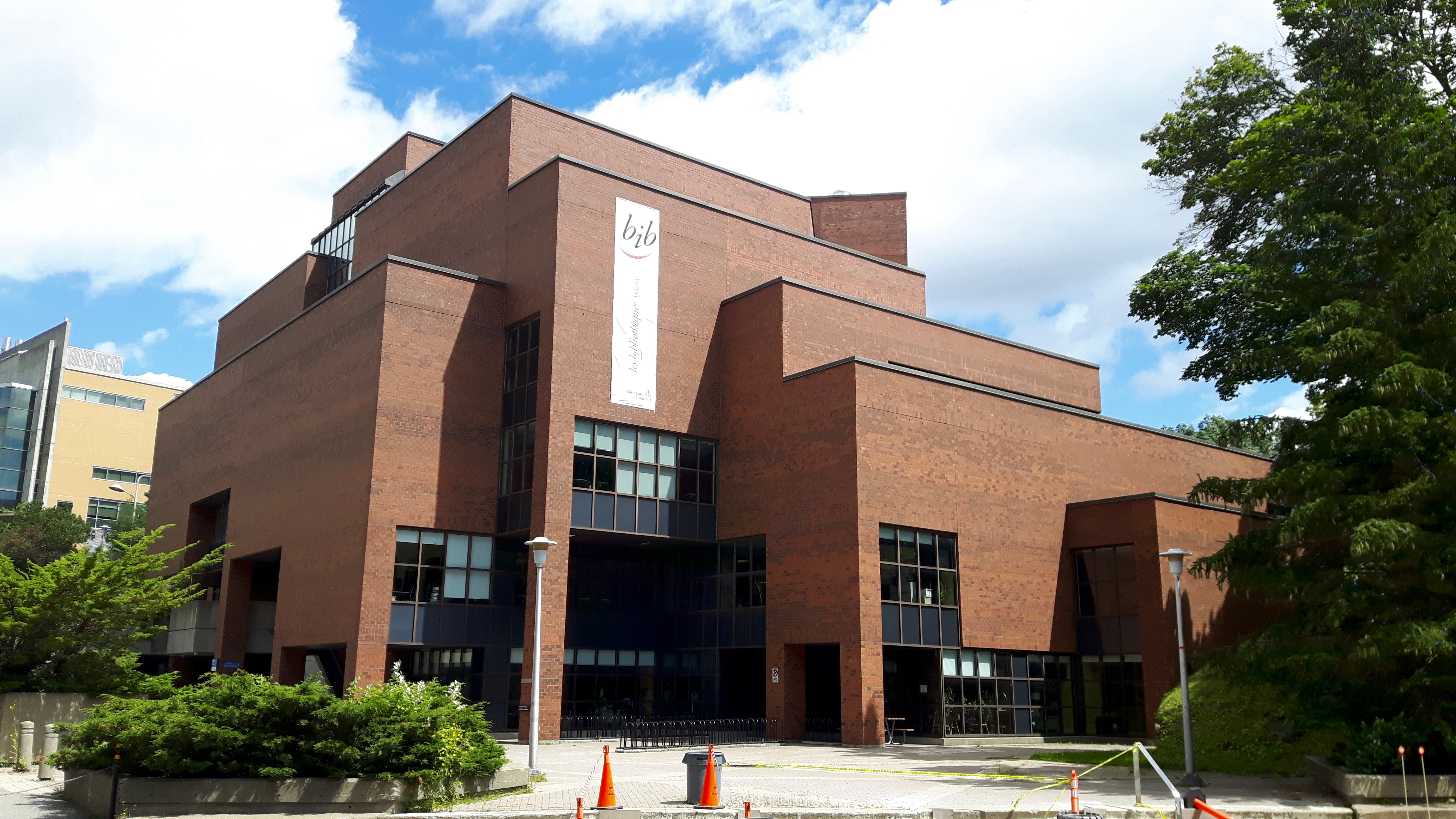
Pavillon Samuel-Bronfman

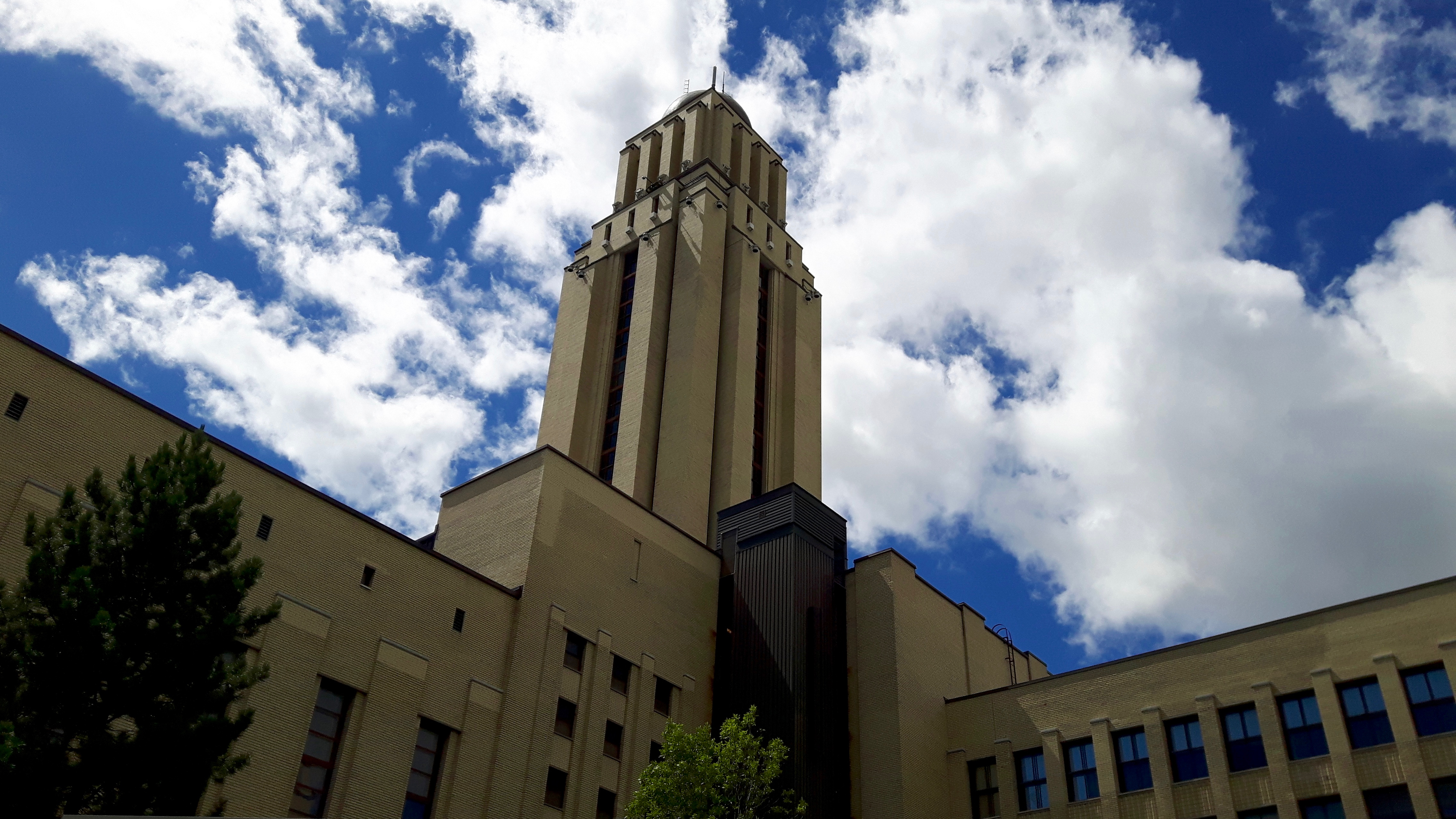
Pavillon Roger-Gaudry

La Universidad de Montreal (en francés: Université de Montréal) es una universidad pública fundada en 1878 localizada en Montreal, provincia de Quebec, Canadá. Es una de las dos universidades de esa ciudad que tienen el francés como lengua de instrucción principal (la otra es la Universidad de Quebec en Montreal). Comprende 13 facultades, más de 60 departamentos y dos escuelas afiliadas: Escuela Politécnica de Montreal (ingeniería) y HEC Montréal (administración).

## Académicos destacados
- Stéphane Dion
- David Feuerwerker
- Thérèse Gouin Décarie
- Lionel Groulx
- Jacques Henripin
- Camille Laurin
- Denis Lazure
- Gilles Marcotte
- Igor Melchuk
- Guy Rocher
- Maurice Séguin
- Marcel Bissonnette
- Kathy Reichs

## Doctores honoris causa
- Charles D. Gonthier
- Beverly McLachlin
- Stephen G. Breyer
- Mireille Delmas-Marty
- Philippe Kirsch
- Abdou Diouf
- Peter W. Hogg
- Lucien Bouchard
- Gisèle Halimi
- Simone Veil
- Marie Deschamps
- Michel Bastarache
- Robert Gratton
- Roderick Alexander Macdonald
- Jin Huang
- Alice Desjardins
- Michel Deschamps
- Calvin Rovinescu